# Edelhof (Mittelsömmern)
Der Edelhof in Mittelsömmern, Thüringen, ist ein denkmalgeschützter Fachwerkbau, dessen Geschichte sich bis in das 13. Jahrhundert zurückverfolgen lässt.

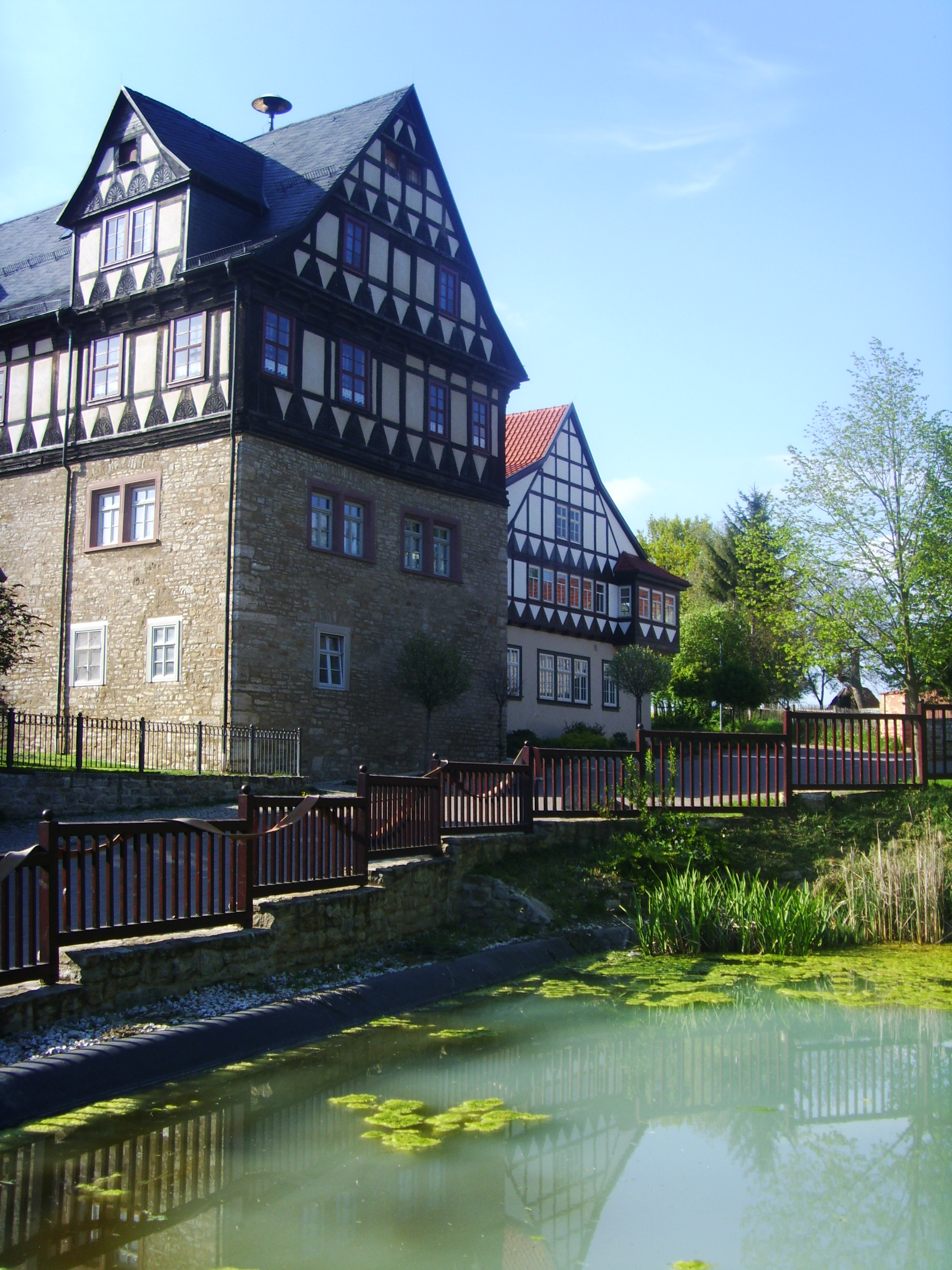
Der Edelhof in Mittelsömmern

## Geografische Lage
Der Edelhof steht am Schenksberg, dem westlichen Ende des kleinen Dorfes im Unstrutgebiet.

## Geschichte
Das bedeutende Bauwerk entstand bereits im Jahre 1243, soll laut der Überlieferung einstmals als Wasserburg gebaut worden sein und diente später jahrhundertelang als Herrensitz der verschiedensten Adelsgeschlechter. Der ehemalige Rittersitz befand sich damals im Besitz der adeligen Herren von Husen. Allerdings hatte das Gut keine Schriftsässigkeit, sondern war zuletzt nur noch ein amtssässiges Rittergut, das dem Amt Langensalza unterstand.
Nach mehreren Gutsbesitzern (z. B. Familie von Dachröden) wechselte 1807 das Rittergut in den Besitz der Familie von Feilitsch über, welche die Ländereien des Gutes für 20.000 Taler an ein Konsortium von 10 Einwohnern aus Mittelsömmern verkaufte. Mit dem Verkauf der Ländereien des Ritterbesitzes erwarb die Gemeinde Mittelsömmern 1831 das Gutshaus und nutzte es fortan für kommunale Zwecke. Die Innenräume im Erdgeschoss sowie in der 1. Etage wurden seit dem 19. Jahrhundert als Gaststätte und Kulturraum der Gemeinde genutzt. 1912 wurde aus Anlass der Hochzeit der Tochter des Dorfschulzen der Gemeindesaal angebaut.
Durch die Denkmalpflege konnte seit den 1940er Jahren eine Rekonstruktion der Fassade vorgenommen werden. Die "Thepra e.V" übernahm 1996 den Edelhof zur Restaurierung und zur Umnutzung. Damit sollte erreicht werden, dass dieses kulturhistorische Bauwerk auch der Nachwelt erhalten bleibt und eine ökonomisch sinnvolle Nutzung erhält.
Der Name "Edelhof" kam erst im 19. Jahrhundert auf. Das frühere Herrenhaus kann zum Tag des offenen Denkmals besichtigt werden.

## Architektur
Das dreistöckige Bauwerk besteht im Erdgeschoss und der ersten Etage aus ca. einem Meter starken Bruchsteinmauerwerk.
Die weiteren Etagen wurden in ihrer jetzigen Gestalt zwischen 1558 und 1560 als Fachwerkbau mit reichverzierten Schwellen, Rähmen und Rosetten ausgeführt. Das Ständerbauwerk ist teilweise aus Eichenbalken mit einem Querschnitt von 35 mal 35 cm errichtet. An der Südseite des Daches befinden sich als Schmuckelemente zwei Zwerchenhäuser, die von ihrer inneren Anordnung her, wahrscheinlich als Gesindestube benutzt wurden. Jede Säule ist mit dicht anschließenden Streben verwahrt und über diesen 3 Hölzern ist eine geschnitzte, sonnenartige Palmette angebracht. Sehenswert ist auch das in baulich gut erhaltene Zustand befindliche, mit Kreuzgewölbe versehene kleine Gemach, das einst als Hauskapelle des Geschlechts gedient haben soll. Durch Denkmalpflege konnte seit den 40er Jahren eine Rekonstruktion der Fassade vorgenommen werden. Das Dach und die lotrechten Zwergengiebel geben dem alten Gebäude ein stattliches Aussehen und erinnern an die einstige Herrlichkeit und Wohlhabenheit der von Hausenschen Familie.